# 沈颺
沈颺（？—？），字廷揚，為中國清朝官員，本籍浙江。

## 生平
沈颺於1795年（乾隆60年）奉旨接替遇昌，於台灣擔任台灣府知府。而此官職是台灣清治時期此期間，受台灣道制約的台灣地方父母官。該年爆發天地會陳周全起事
。翌年，他因蔡牽案，被台灣鎮總兵哈當阿參奏，並因此革職查辦。

## 其他
在擔任臺灣府知府之前，曾參與過四庫全書的編修。